# On Shoulders
"On Shoulders" is een nummer van de Nederlandse band Chef'Special. Het nummer werd uitgebracht op hun album Passing Through uit 2014. Op 28 augustus van dat jaar werd het nummer uitgebracht als de tweede single van het album.

## Achtergrond
"On Shoulders" is geschreven door alle bandleden en geproduceerd door The Lion's Share, een productiecollectief dat eerder al met Kanye West en Snoop Dogg samenwerkte. De gitaarriff van het nummer is geïnspireerd door de reis van de band naar Kenia, waar zij beïnvloed werden door de lokale muziek. De tekst gaat over het realiseren dat men altijd bouwt op het werk van oudere generaties, en dat men zich door die realisatie nederig kan voelen.
"On Shoulders" werd een niet al te grote hit. In Nederland werd de Top 40 niet bereikt, en bleef het steken op de eerste plaats in de Tipparade. In Vlaanderen werd het de eerste hitnotering van de groep; hoewel het de Ultratop 50 niet wist te halen, kwam het tot plaats 81 in de "Bubbling Under"-lijst met tips voor de lijst. Het nummer is te horen tijdens de aftiteling van de film Pijnstillers. In de videoclip van het nummer, geregisseerd door Aram van de Rest, is de band te zien op hun reis door Kenia, in de studio, en uiteindelijk op Pinkpop.

## NPO Radio 2 Top 2000
| Nummer met noteringen in de NPO Radio 2 Top 2000 | '15  | '16  |
| ------------------------------------------------ | ---- | ---- |
| On Shoulders                                     | 1382 | 1813 |

1. ↑  Een vetgedrukt getal geeft de hoogste notering aan.
2. ↑  2015 was het eerste jaar met een notering voor dit nummer.
3. ↑  Deze tabel is bijgewerkt tot en met de laatste editie (2024).